# The Brood

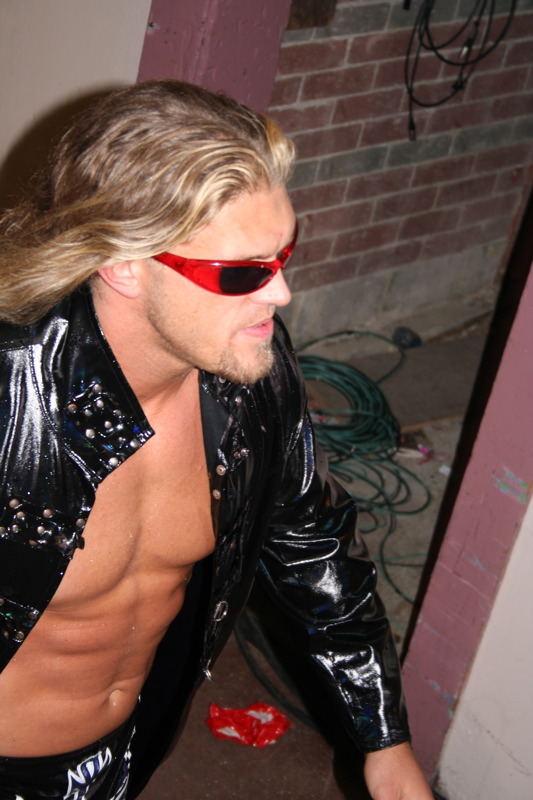
Edge miembro de The Brood.

The Brood fue un grupo de WWF a finales de los años 1990. El grupo estaba formado por Gangrel, Christian y Edge. Su papel era de un grupo de vampiros. Aunque a menudo los comentaristas decían que tenían una vida gótica.[cita requerida]

## The Brood

### Comienzos
Los tres miembros originales de The Brood hicieron su debut en 1998. Edge hizo su debut en WWF el 22 de junio en un episodio de Raw is War como un hombre que entró de la multitud. Gangrel antes conocido como Vampire Warrior hizo su debut el 16 de agosto en un episodio de Sunday Night Heat. Christian debutó el 27 de septiembre en  In Your House: Breakdown donde distrajo a Edge para que perdiera la pelea contra Owen Hart. Parte de una storyline en la que Edge y Christian eran hermanos (kayfabe). En la realidad eran amigos desde la niñez.
Christian se unió a Gangrel para continuar su feudo con Edge, y ganó el WWF Light Heavyweight Championship en su primera pelea en WWF. Eventualmente el dúo convenció a Edge a unírseles para formar el grupo conocido como The Brood.

### El grupo
Ellos a menudo entraban a la arena a través de un anillo de fuego en el escenario con Gangrel levantando una copa de sangre. Usualmente, Gangrel tomaba un poco de la sangre y luego la escupía al público, aunque a veces simplemente compartía la bebida con sus socios. Una de las cosas personales del grupo era darle un baño de sangre a sus oponentes, antes o después de la lucha. El baño de sangre consistía en que se apagaban las luces y cuando volvían a encenderlas aparecía la víctima llena de sangre. El trío tenía parecido, los tres eran rubios. Gangrel y Christian usaban camisa blanca y pantalones negros, mientras que Edge llevaba una larga chaqueta de cuero que usaba antes de unirse a The Brood.

### Ministry of Darkness
En febrero de 1999, The Brood se unió al grupo del The Undertaker, Ministry of Darkness, luego de que Undertaker luchara en una Hell in a Cell contra The Big Boss Man en WrestleMania XV. Edge, Christian y Gangrel se subieron arriba de la jaula y pusieron una cuerda y Undertaker procedió a colgar a Big Boss Man. The Brood usualmente eran golpeados por The Ministry para demostrar su lealtad al Undertaker. En una ocasión, Christian fue condenado a una paliza a manos de sus compañeros después de que los miembros de The Brood se vio obligado a revelar a Ken Shamrock la ubicación de Stephanie McMahon. Edge y Gangrel se negaron ya que son más leales a Christian que a Ministry. The Brood se separó del Undertaker, y así dejándolos solos antes de la creación de The Corporate Ministry. Esto dio lugar a un feudo con The Ministry of Darkness, Especialmente contra The Acolytes.

### Separación

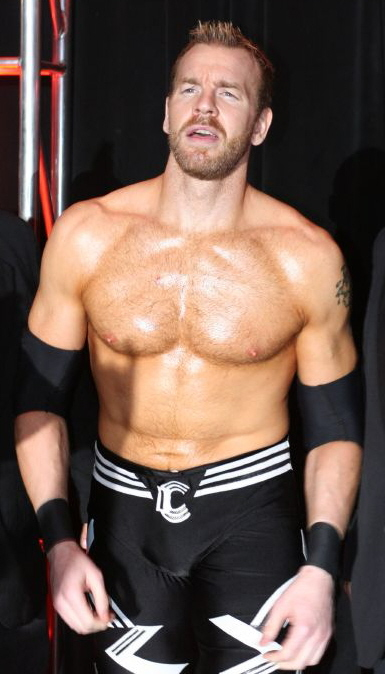
Christian miembro de The Brood.

En junio de 1999, The Brood tuvo un feudo con Hardy Boyz. Para ese tiempo Edge & Christian habían tenido éxito como pareja y Gangrel se había puesto en contra de Edge, Gangrel trató de convencer a Christian de sacar a Edge, pero Edge & Christian se separaron de Gangrel, quien se había puesto en contra de ellos uniéndose a sus enemigos The Hardy Boyz.

### The New Brood
The New Brood se formó luego de que The Hardy Boyz echarán a Hayes como su mánager en agosto de 1999, volviéndose heel y uniéndose a Gangrel. Luego de ganar una serie de luchas contra Edge & Christian. Lucharon en "Terri Invitational Tournament", ganaron los servicios de Terri Runnels como su mánager luego de ganar la primera tag team ladder match en No Mercy derrotando a Edge y Christian. Los fanes le dieron una ovación a ambos grupos la siguiente noche en Raw is War. Esa misma noche los Hardyz anunciaron que ya no eran "The New Brood" sino "The Hardy Boyz". Hicieron una tregua con Edge y Christian y los cuatro atacaron a Gangrel, terminando su relación con los dos equipos. Terri Runnels se convirtió en la nueva mánager de los Hardy's. The Hardyz luego hicieron equipo con Lita para formar Team Xtreme.
Ambos equipos Edge & Christian y Team Xtreme fueron exitosos como grupos, ganando World Tag Team Championships muchas veces. Mientras Gangrel tuvo papeles menores en World Wrestling Entertainment y se fue a circuitos independientes.

## En lucha
- Movimientos finales
  - Double DDT, a veces desde una posición elevada[9]
  - Con-chair-to

- Movimientos de firma
  - Aided splash
  - Poetry in motion
  - Double back elbow después de un irish whip contra las cuerdas[9]
  - Irish whip de Gangrel a Edge lanzándolo en un corner clothesline[9]
  - Double hip toss[9]

## Campeonatos y logros
- World Wrestling Federation/Entertainment
  - WWF Light Heavyweight Championship (1 vez) — Christian